# Sentinelle Sud
Sentinelle Sud (internationaler englischsprachiger Titel South Sentinel) ist ein Filmdrama von Mathieu Gérault, das Anfang Oktober 2021 beim Festival International du Film de Saint-Jean-de-Luz seine Premiere feierte.

## Handlung
Nachdem seine Truppe in Afghanistan in einen Hinterhalt geraten ist, kehrt Soldat Christian Lafayette als einer der wenigen Überlebenden nach Frankreich zurück und nimmt einen Job in einem Supermarkt an. Sein Kumpel Mounir, der mit ihm in Afghanistan gekämpft hat, schuldet einem Drogenboss eine große Menge Geld.

## Produktion

### Filmstab und Besetzung
Es handelt sich bei Sentinelle Sud um das Spielfilmdebüt von Mathieu Gérault. Bevor er sich beruflich dem Film widmete, schloss er ein Wirtschaftsstudium an der Universität in Rennes ab. Sein halbstündiger Kurzfilm Hautes Herbes feierte 2001 in der Quinzaine des Réalisateurs in Cannes seine Premiere und gewann unter anderem den European Youth Jury Award beim Angers Premiers Plan Festival.
Der Francokanadier Niels Schneider, der 2017 für seine Rolle in Diamant noir als bester Nachwuchsdarsteller mit dem César ausgezeichnet wurde, spielt Christian Lafayette, Sofian Khammes seinen Kumpel Mounir El Khoury, der mit ihm in Afghanistan gekämpft hat. Thomas Daloz ist in der Rolle von Henri Derevière zu sehen, der ebenfalls mit ihnen im Krieg war. In weiteren Rollen sind India Hair als Lucie und Denis Lavant als Commandant De Royer zu sehen.

### Filmmusik und Veröffentlichung
Die Filmmusik komponierten Evgueni und Sacha Galperine, die gemeinsam zuvor unter anderem für Gagarin – Einmal schwerelos und zurück von Fanny Liatard und Jérémy Trouilh und Persischstunden von Vadim Perelman tätig waren. 
Die Premiere des Films erfolgte am 5. Oktober 2021 beim Festival International du Film de Saint-Jean-de-Luz. Ende Juni 2022 wird er beim Filmfest München gezeigt.